# Неваляшка
Неваляшката е детска играчка-кукла, която при липса на външно влияние е в състояние на стабилно равновесие.
Думата е русизъм, навлязъл в българския език и изместил аналози от рода на Изправанчо (и производни Иванчо-Изправанчо, Ванчо-Изправанчо, Панчо-Изправанчо).

## Описание
Центърът на тежестта на куклата е разположен в основата на сферично дъно. При накланяне височината на центъра на масата спрямо опората се увеличава, в резултат на което фигурата се стреми да заеме първоначалното си положение.
Играчката обикновено е куха с тежест в долното полукълбо. Представлява накланяща се кукла, люлеещо се човече или чаша с кръгло дъно, обикновено с форма на яйце. Разположението на тази тежест е такова, че играчката има център на масата под центъра на полукълбото, така че всяко накланяне повдига центъра на масата. Когато такава играчка бъде бутната, тя се люлее за няколко мига, докато търси изправена ориентация, която има равновесие при минималната гравитационна потенциална енергия.

## Приложение
Принципът на балансиране се използва и в театрални номера и улични изпълнения.
- Уличен актьор
- Изпълнител на трикове

## Галерия
- Stehaufmännchen, Нюрнберг, 19 век
- Чаши с нисък център на тежестта
- Япония, 19 век
- Гьомбьоц
- Японска традиционна кукла Okiagari-koboshi